# Lutych (provincie)
Provincie Lutych (francouzsky Liège, nizozemsky Luik, německy Lüttich, valonsky Lidje; česky také Lutyšsko) je nejvýchodnější provincie Valonska i celé Belgie.
Dne 1. ledna 2006 měla provincie 1 040 297 obyvatel, její rozloha činí 3 862 km² a hustota zalidnění činí přibližně 269 obyvatel na km².
Provincie Lutych sousedí na severu s provinciemi Vlámský Brabant a Limburk a s Nizozemskem, na východě s Německem, na jihu s Lucemburským velkovévodstvím a provincií Lucembursko, na jihozápadě s provincií Namur a na západě s provincií Valonský Brabant. =
Východní část provincie patřila až do ratifikace Versailleské smlouvy roku 1920 Prusku (města Eupen, Malmedy a Sankt Vith).

## Administrativní uspořádání
Provincie Lutych je rozdělena na čtyři okresy (francouzsky arrondissements) a 84 obcí.
Většina obcí je součástí Francouzského společenství Belgie, pouze 9 germanofonních obcí ve východní části provincie při hranicích s Německem v arrondissementu Verviers tvoří Německojazyčné společenství.
Hlavní město je Lutych.

### Přehled arrondissementů

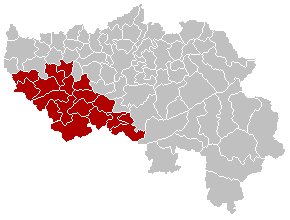
Arrondissement Huy Počet obyvatel: 103 972 Rozloha: 659,37 km²
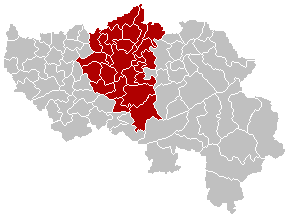
Arrondissement Lutych Počet obyvatel: 590 972 Rozloha: 796,87 km²

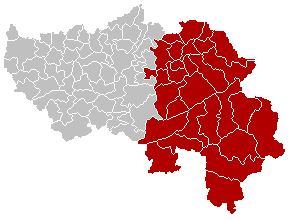
Arrondissement Verviers Počet obyvatel: 272 039 Rozloha: 2016,21 km²
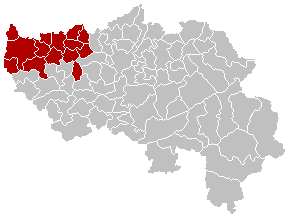
Arrondissement Waremme Počet obyvatel: 72 267 Rozloha: 389,85 km²